# St. Michael (Westheim)

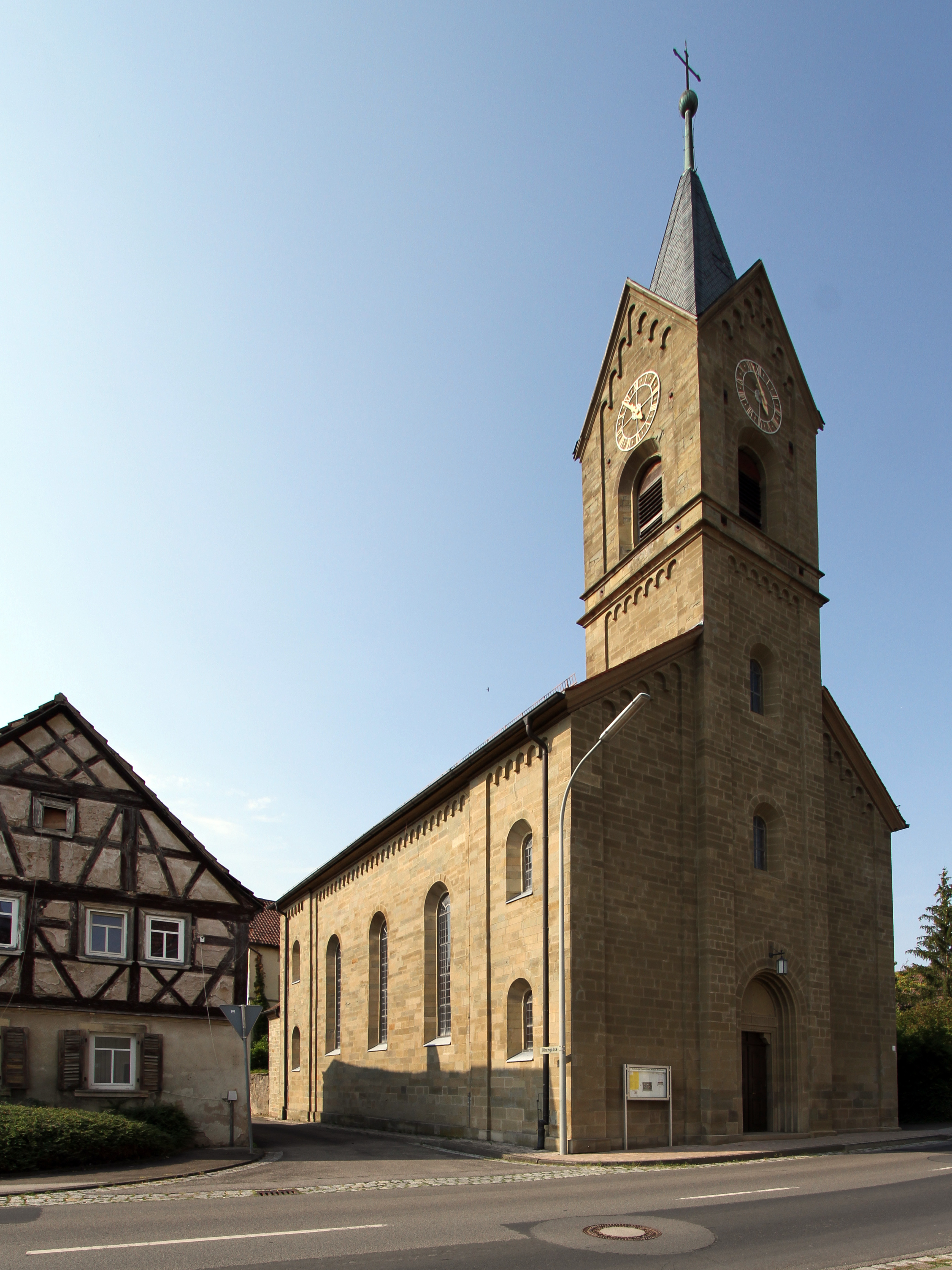
St. Michael (Westheim)

Die römisch-katholische Pfarrkirche St. Michael steht in Westheim, einem Gemeindeteil von Knetzgau im unterfränkischen Landkreis Haßberge in Bayern. Das denkmalgeschützte Bauwerk entstand im 19. Jahrhundert. Die Kirche gehört zur Pfarreiengemeinschaft Knetzgau im Dekanat Haßberge des Bistums Würzburg.

## Beschreibung
Die Grundsteinlegung der neuromanischen Saalkirche erfolgte 1836, am 20. Januar 1839 war die Weihe. Sie wurde aus Quadermauerwerk erbaut, deren Wände mit Lisenen und Bogenfriese gegliedert sind, und besteht aus einem Langhaus, das mit einem Walmdach bedeckt ist, und einem Fassadenturm im Südosten, der mit einem schiefergedeckten, spitzen Helm bedeckt ist, und dessen oberstes Geschoss die Turmuhr und den Glockenstuhl beherbergt. 
Der Innenraum des Langhauses ist mit einer Kassettendecke überspannt. Der Chorbogen wird von zwei Statuen flankiert, die als Seitenaltäre dienen. Auf der Empore dem Chor gegenüber steht eine Orgel.